# Zhong Chenle
Dans ce nom chinois, le nom de famille, Zhong, précède le nom personnel Chenle.
Zhong Chenle, né le 22 novembre 2001 à Shanghai, est un acteur et chanteur chinois.

## Biographie
Zhong a commencé sa carrière en tant qu'enfant chanteur, après avoir joué dans divers concerts et émissions de télévision en Chine et à l'étranger. À neuf ans, il devient le plus jeune chanteur invité à se produire en solo au Salle dorée de Vienne. Au cours de sa carrière solo, Zhong a sorti trois albums et organisé un concert en Chine. À l'âge de quatorze ans, Zhong a signé avec la société de divertissement sud-coréenne SM et a ensuite déménagé en Corée du Sud en 2016 pour faire ses débuts en tant que membre du boy band sud-coréen NCT via la sous-unité NCT. Dream, qui est devenu l'un des groupes de garçons les plus vendus en Corée du Sud.